# Frédéric Auguste van Leyden van Westbarendrecht

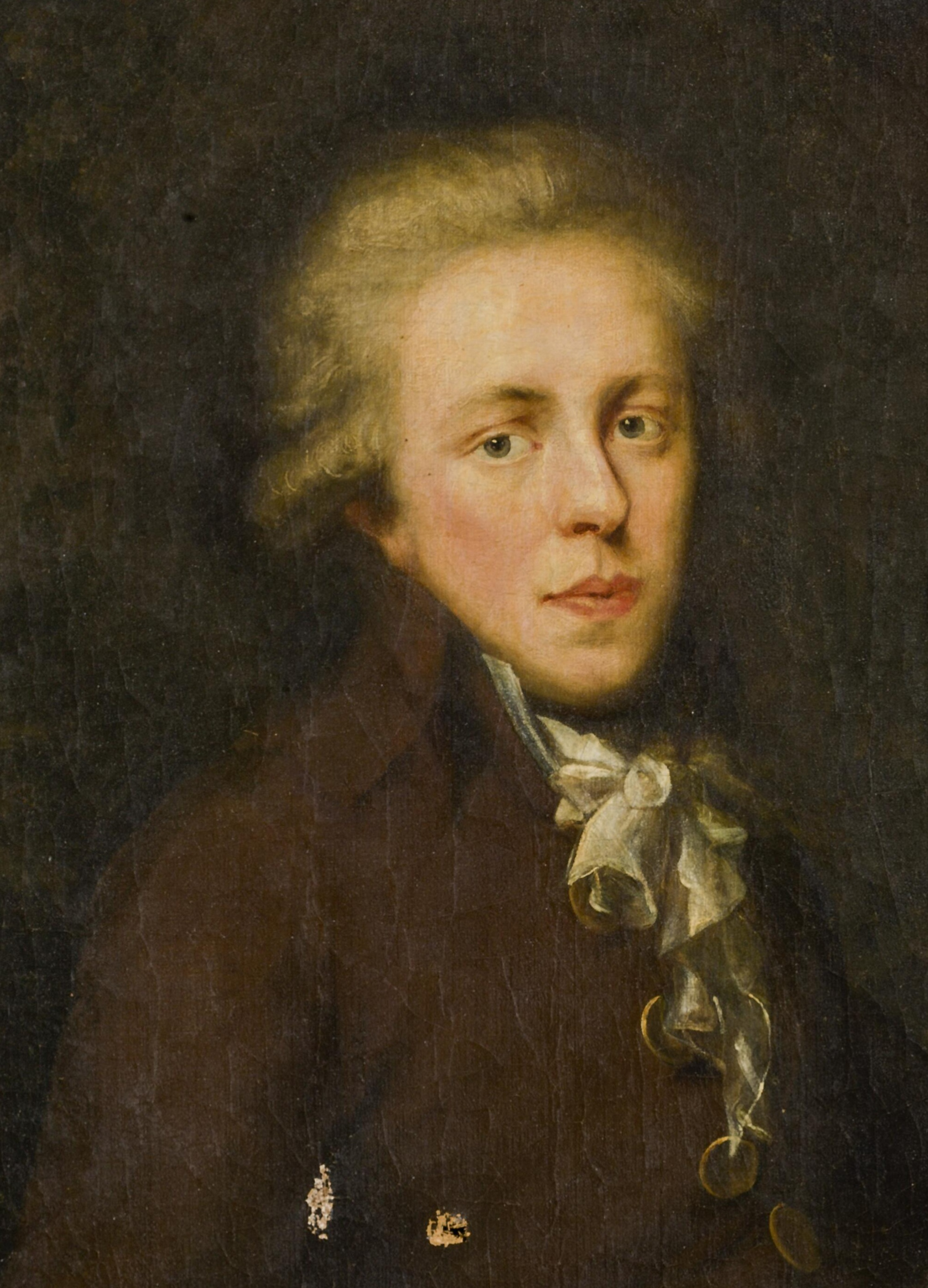
Frédéric van Leyden

Jonkheer mr. dr. Frédéric Auguste van Leyden van Westbarendrecht (Haarlem, 18 februari 1768 - 's-Gravenhage, 25 november 1821), was een Nederlands politicus uit de eerste helft van de negentiende eeuw.
Van Leyden, lid van de familie Van Leyden en heer van de ambachtsheerlijkheden West-Barendrecht, Carnisse en Warmond, was de zoon van een rijke patriot met grote belangstelling voor cultuur en wetenschap. Zijn vader werd door stadhouder Willem V tijdens de patriottentijd uit zijn ambten gezet. Hijzelf kon pas pas tijdens de Bataafse Republiek bestuurlijk actief worden, onder meer als lid van het curatorium van de Leidse universiteit, het Comité te Lande en het Wetgevend Lichaam. Hij was een gematigd unitarist. Onder Lodewijk Napoleon was hij korte tijd minister.
Koning Willem I benoemde hem op 28 augustus 1814 bij Souverein besluit onder het Soeverein vorstendom der Verenigde Nederlanden in de Ridderschap, als gouverneur van het zuidelijk deel van het toen nog ongedeelde Holland. Hij bleef dat tot 1817 en werd toen door de koning tot lid van de Eerste Kamer benoemd. 
Bij zijn dood in 1821 was het adellijk geslacht uitgestorven. 